# EU-Anleihe
Als EU-Anleihe (auch Eurobond, Euro-Staatsanleihe oder Gemeinschafts-, bzw. Unionsanleihe genannt) wird eine Art von Staatsanleihen in der Europäischen Union, meist aber nur in der Eurozone, bezeichnet, bei der EU-Staaten gemeinsam (statt einzeln), also gesamtschuldnerisch, Kredite am Kapitalmarkt aufnehmen.
Als Vorteil von EU-Anleihen wird gesehen, dass durch die Risikoteilung insgesamt niedrigere Zinsen fällig würden, als dies der Fall wäre, wenn die Länder einzeln Kredite aufnehmen. Gegner befürchten jedoch, dass Eurobonds überschuldete Länder von einer Haushaltskonsolidierung abhalten könnten. So ist insbesondere umstritten, ob EU-Anleihen, die ein weiteres Instrument zur Staatsverschuldung sein würden, übermäßig verschuldeten Staaten aus der Krise helfen können, oder ob sich die Schuldenkrise in solchen Staaten durch das Instrument nicht sogar verschärfen würde. Auch könnten solche Anleihen juristisch der in Art. 125 AEU-Vertrag geregelten Nichtbeistands-Klausel („No-bail-out-Klausel“) widersprechen.
Schon in den 1970er-Jahren nahm die EU-Kommission in einzelnen Sondersituationen (wie der Ölkrise) in Form von EU-Projektbonds gemeinschaftlich Kredite zur Nothilfe auf. Die Diskussion über solche gemeinsame Anleihen wurde erneut in der Eurokrise ab 2010 laut, da einige überschuldete Euro-Staaten mit geringer Bonität erschwerten Zugang zum Kapitalmarkt hatten. Sie wurden jedoch letztlich, auch auf Widerstand Deutschlands hin, nicht realisiert. 2020 kam die Idee im Rahmen der Corona-Pandemie und der dadurch verursachten Wirtschaftskrise unter der Bezeichnung Coronabonds wieder auf. Die EU nahm daraufhin im Rahmen des Corona-Wiederaufbaufonds einmalig 390 Milliarden Euro an gemeinschaftlichen Krediten auf, wobei jedes Land maximal mit seinem Anteil haftet.
Daneben werden EU-Anleihen von manchen aber auch als mögliches langfristiges Finanzierungsinstrument für den Haushalt der Europäischen Union diskutiert. Dies ist aufgrund des Schuldenverbots für die EU aktuell nicht möglich.

## Allgemeines
Ein wesentlicher Grund der verstärkten öffentlichen Diskussion über EU-Anleihen ist, dass seit der Einführung des Euro einige Staaten der Eurozone Verschuldungsgrade in einer solchen Höhe aufgebaut haben, dass sie auf Basis ihrer eigenen Bonität nur zu sehr hohen Zinsen neue Kredite am Kapitalmarkt aufnehmen können und teilweise de facto keinen unabhängigen Kapitalmarktzugang für weitere Schuldenaufnahmen mehr haben. Zusätzlich verstärkt wird dieser Grund, wenn bei einem solchen Staat weitere laufende erheblichen Haushaltsdefizite erzeugt werden, die eine weitere zukünftige Erhöhung des Verschuldungsgrads und damit Verringerung der Bonität bedeuten.
Es ist aus wirtschaftlicher Sicht strittig, ob der Marktmechanismus, der über den „Preis“ der Zinssätze die Verschuldungsmöglichkeiten von Staaten ab einer gewissen Zinssatzhöhe „automatisch“ begrenzt, über EU-Anleihen aufgeweicht werden soll.
Es ist aus rechtlicher Sicht strittig, inwieweit das Instrument der EU-Anleihen die Nichtbeistands-Klausel der EU-Verträge verletzen würde, weil bonitätsstarke Staaten de facto für die Verschuldung der bonitätsschwachen Staaten haften würden.
Die Einführung von EU-Anleihen würde die Bereitschaft der Euroländer mit geringeren Verschuldungsgraden voraussetzen, für weniger finanzstarke Staatshaushalte mit zu haften und auf eine dafür marktübliche risikoadäquate finanzielle Gegenleistung zu verzichten. Durch EU-Anleihen würde der Marktdruck von den insolvenzgefährdeten Ländern genommen, ihre Verschuldung zu verringern.
Vorschläge zur Ausgestaltung von EU-Anleihen existieren in verschiedenen Varianten. Kritisch diskutiert werden
- die maximale Höhe der Gesamtverschuldung, die mittels EU-Anleihen aufgenommen werden dürfen,
- die Auflagen an eine solide Fiskalpolitik der teilnehmenden Staaten,
- die Art und Weise der Durchsetzung (automatische Sanktionen? Eingriffe in die Souveränität des Landes?)
- die Art und Höhe von Sanktionen in dem Fall, dass Auflagen nicht eingehalten werden,
- die Sicherheiten, die teilnehmende Staaten für den Fall ihres Zahlungsausfalls hinterlegen sollten.

Da es zur Fiskalpolitik schon bestehende vertragliche Regelungen (60-%-Verschuldungsgrenze, 3-%-Defizitgrenze) gibt, geht es dabei im Wesentlichen um eine bessere Kontrolle und eine abgesichertere Umsetzung der vorhandenen fiskalpolitischen Regelungen.
Die wirtschaftlich stärkeren EU-Staaten sehen eine hohe Wahrscheinlichkeit, dass die Einführung von Eurobonds nicht nur zu einer Erhöhung ihrer Zinslast führt, weil sich ihre Bonität durch die zusätzlich übernommenen Haftungen (= Bürgschaften) verschlechtern würde, sondern dass dadurch ein erhebliches Schuldenübernahmerisiko der Schulden von Staatshaushalten der Krisenstaaten geschaffen wird. Die wirtschaftlich schwächeren Staaten erhoffen sich ihrerseits einen Zugang zu besseren Kreditbedingungen – vor allem niedrigere Zinsen – sowie die Möglichkeit, dass die haftenden Staaten ihre Schulden de facto übernehmen.
EU-Mitgliedstaaten ohne übermäßige Haushaltsdefizite und Verschuldungsgrade, insbesondere Deutschland, lehnen EU-Anleihen derzeit (Juni 2012) ab; ebenso junge und relativ arme EU-Staaten wie die Slowakei und Slowenien.
EU-Staaten mit übermäßigen Haushaltsdefiziten und Verschuldungsgraden, aber auch einige wirtschaftlich solide Staaten wie Luxemburg sowie die Europäische Kommission und ein Teil des Europäischen Parlaments befürworten sie hingegen (Stand Dezember 2010).

## Historische Entwicklung

### EU-Projektbonds
In geringem Umfang existierten gemeinschaftlich abgesicherte Anleihen unter der Bezeichnung Neues Gemeinschaftsinstrument bereits in den 1970er und 1980er Jahren. Sie wurden jedoch lediglich für einzelne Investitionsprojekte oder für kurzfristige Nothilfesituationen, etwa nach Erdbeben in Italien und Griechenland, eingesetzt. 1975 wurde eine größere Gemeinschaftsanleihe aufgesetzt, um die Folgen der Ölkrise abzudämpfen.
Solche „gegenseitigen finanziellen Garantien für die gemeinsame Durchführung eines bestimmten Vorhabens“ sind von Art. 125 AEU-Vertrag ausdrücklich vorgesehen, während ansonsten die wechselseitige Haftungspflicht der Europäischen Union und ihrer Mitgliedstaaten füreinander durch die Nichtbeistands-Klausel ausgeschlossen ist.
EU-Kommissionspräsident Barroso schlug im Dezember 2010 die Wiedereinführung solcher EU-Projektbonds in größerem Umfang vor, Energiekommissar Günther Oettinger regte im Februar 2011 an, den Ausbau der transeuropäischen Energienetze durch gemeinsame Projektbonds zu finanzieren.

### Vorschlag einer Anleihe auf den EU-Haushalt
Am 1. Januar 1999 wurde der Euro gesetzliche Buchungswährung. Er ersetzte die frühere Korbwährung Europäische Währungseinheit (ECU) in einem Umrechnungsverhältnis von 1:1. Ab dem 2. Januar notierten die europäischen Börsen sämtliche Wertpapiere in Euro (siehe auch: Europäische Wirtschafts- und Währungsunion). Da die Wechselkurse unwiderruflich festgelegt waren, konnten ab dem 1. Januar 1999 (bzw. Griechenland 1. Januar 2001) einzelne Länder nicht mehr abwerten.
Der Vorschlag, den Haushalt der Europäischen Union auch durch EU-Staatsanleihen zu finanzieren, wurde zuerst 1993 von Jacques Delors als „Unions-Schuldverschreibungen“ auf die politische Agenda gesetzt, fand aber schon damals keine Mehrheit. Als EU-Kommissionspräsident hatte Delors Ende der 1980er Jahre wesentlich den Plan für die Europäische Wirtschafts- und Währungsunion mitgestaltet. Auch der damalige Kommissionspräsident Romano Prodi befürwortete die Idee. Die politische Mehrheit war jedoch weiterhin gegen diese Idee; auch der Europäische Rat stellte sich dagegen. Es wurde befürchtet, dass EU-Anleihen letztlich zu einer von den Mitgliedstaaten ungewollten Ausweitung des EU-Haushalts sowie zu einer ungewünschten höheren Gesamtverschuldung des EU-Raums führen würden.
Ende 2008 brachten einige Politiker vor dem Hintergrund der globalen Wirtschaftskrise den Vorschlag erneut in die politische Diskussion ein. Jean-Claude Juncker, Vorsitzender der Euro-Gruppe, sowie die Fraktion der Progressiven Allianz der Sozialdemokraten im Europäischen Parlament wollten durch Anleihen der EU die Verschuldungskapazität des EU-Raums erhöhen, um mit den Mitteln aus der erweiterten Verschuldung insbesondere gemeinsame konjunkturpolitische Maßnahmen durchzuführen. Die Fraktion der Europäischen Volkspartei (Christdemokraten), insbesondere aber Deutschland, Frankreich und weitere EU-Staaten, die die Hauptlast und das Hauptrisiko dabei tragen sollten, lehnten diesen erneuten Vorstoß ab, die schon eingetretenen Überschuldungen in einigen EU-Staaten durch weitere Schuldenaufnahmen im EU-Raum lösen zu wollen.

### 2010: Vorschlag einer EU-Anleihe für nationale Haushalte
Griechenland wies 2010 überraschend eine schwerwiegende finanzielle Notlage aus, nachdem es in den Jahren zuvor die Entwicklung dahin mit falschen Statistiken verharmlost hatte. Zusätzlich zu Griechenland gerieten in der Eurozone die sogenannten PIIGS-Staaten (=Portugal, Italien, Irland, Griechenland, Spanien) zunehmend mit stark defizitären Haushalten und hoher Staatsverschuldung in eine finanzielle Schieflage.
Die Finanzmärkte spiegelten das gestiegene finanzielle Risiko von Anleihen dieser Staaten wider, erkennbar an einer immer deutlicheren Zinsdifferenz zwischen den Zinsen, die die Euro-Staaten mit übermäßigen Haushaltsdefiziten und Verschuldungsgraden für Kredite zahlen mussten, relativ zu den geringeren Zinsen der Anleihen der finanziell solider wirtschaftenden Euro-Staaten. Auch die zunehmenden Preise für Credit Default Swaps der PIIGS-Staaten waren ein Indiz für die gestiegene Wahrscheinlichkeit eines Zahlungsausfalls dieser Staaten.
Während der Staatsschuldenkrise der PIIGS-Staaten beschloss der Europäische Rat im Mai 2010 einen Europäischen Stabilisierungsmechanismus („Euro-Rettungsschirm“), mit dem die verschuldeten Euro-Staaten unterstützt werden sollten. Dieser Schirm basiert auf Kreditgarantien der Mitgliedstaaten. Insbesondere in Deutschland wurde und wird dies von vielen Seiten als ein Verstoß gegen die Nichtbeistands-Klausel („No-Bailout-Klausel“) kritisiert.
Im Zusammenhang mit der Debatte über eine Reform der Währungsunion brachten ab Ende 2010 insbesondere Jean-Claude Juncker und der italienische Wirtschaftsminister Giulio Tremonti den EU-Anleihen-Vorschlag erneut ins Gespräch. Er sah nun nicht mehr Anleihen auf den EU-Haushalt vor, sondern Euro-Anleihen, die den Kreditbedarf der Mitgliedstaaten der Eurozone decken sollen und für die alle Kreditnehmer gemeinschaftlich haften sollten. Zur Ausgabe dieser Anleihen sollte eine neue Institution, die Europäische Schuldenagentur, gegründet werden. Jeder Mitgliedstaat sollte Euro-Anleihen bis zu einem bestimmten Prozentsatz des nationalen Bruttoinlandsprodukts begeben können (vorgeschlagen wurde zunächst eine Schuldenquote von 60 % wie im Maastricht-Vertrag, später 40 %); darüber hinausgehende Schulden sollte jeder Staat weiterhin selbst und alleine tragen. Die Vorsitzenden der großen Fraktionen im Europäischen Parlament unterstützen diesen Vorschlag, allerdings mit unterschiedlicher Entschlossenheit. Guy Verhofstadt, Vorsitzender der liberalen Fraktion ALDE, schlug zudem vor, dass Staaten, die den Stabilitäts- und Wachstumspakt nicht einhielten, vom System der Euro-Anleihen ausgeschlossen werden sollten. Damit sollte dieses besser durchsetzbar gemacht werden. Im Dezember 2010 sprachen sich auch der Vorsitzende der Sozialdemokratischen Partei Europas, Poul Nyrup Rasmussen, sowie die deutschen SPD-Politiker Frank-Walter Steinmeier und Peer Steinbrück mittelfristig für die Einführung von Euro-Anleihen aus.
Insbesondere Deutschland, aber auch Frankreich, Österreich und die Niederlande lehnten den Vorschlag erneut ab, da durch die Euro-Anleihen Moral Hazard drohe: Durch die „Vergemeinschaftung“ der Schulden sinke der Anreiz für einzelne Staaten, eine verantwortungsvolle Fiskalpolitik zu betreiben, da sich die Zinslast für eine schlechtere Kreditwürdigkeit auf alle Mitgliedstaaten verteile. Zudem wird befürchtet, dass Euro-Anleihen für die wirtschaftlich stärkeren Staaten zu einer höheren Kreditlast führen, da sie neben ihrer eigenen auch für die Rückzahlung der Kredite der unsolideren Staaten haften sollten. 2010 betrug der durchschnittliche Zinssatz für Staatsanleihen in der Eurozone mehr als drei Prozent, der für deutsche Bundesanleihen nur zwei Prozent. Aus dieser Differenz ergäbe sich eine jährliche Zusatzbelastung für Deutschland von 17 Milliarden Euro. Nach anderen Berechnungen würde die Mehrbelastung für Deutschland niedriger ausfallen, falls durch den größeren Umfang eines Euro-Anleihenmarktes der Zinssatz für Euro-Anleihen niedriger wäre als der Durchschnittswert der heutigen Staatsanleihen im Euroraum. Die Bundesregierung nenne nicht die zinsliche Mehrbelastung als Ablehnungsgrund, sondern die geringeren Anreize für eine solide Haushaltspolitik, und die notwendigen Veränderungen am AEU-Vertrag seien ausschlaggebend für ihre Ablehnung der Anleihen.
Im Juni 2011 kündigte die Europäische Kommission einen Vorschlag zur Einführung von Eurobonds an, sofern das Europäische Parlament zuvor dem sogenannten „Sixpack“ zur Stärkung der wirtschaftlichen Koordinierung zwischen den Mitgliedstaaten und der Verschärfung des Stabilitäts- und Wachstumspakts zustimme. Über dieses Gesetzespaket war es zu einem Konflikt zwischen dem Parlament und dem Rat der EU gekommen, nachdem Deutschland und Frankreich an wichtigen Stellen Abschwächungen erreicht hatten. Das Parlament drohte daraufhin mit einer Ablehnung des Pakets, die Währungskommissar Olli Rehn durch seinen Vorschlag zu verhindern suchte.
Nach einem zweiten Rettungspaket für Griechenland im Juli 2011 und Vorbereitungen der EU, den bislang provisorischen Euro-Rettungsschirm vom Mai 2010 in das permanente Instrument des Europäischen Stabilisierungsmechanismus (ESM) zu überführen, stimmte der Deutsche Bundestag zu.
Angesichts der Verschärfung der Eurokrise im August 2011 wiederholten einige Staaten ihren Wunsch nach Eurobonds; die Gegner betonen weiterhin deren Gefahren. So wiederholte Giulio Tremonti, seinerzeit italienischer Wirtschaftsminister im Kabinett Berlusconi IV, anlässlich der Verabschiedung eines italienischen Sparpaketes am 12. August den Wunsch Italiens nach EU-Anleihen. Zugleich sprach sich auch der britische Finanzminister George Osborne für die Einführung von gemeinsamen Anleihen der Eurozone (nicht der EU insgesamt) aus, und die französische Regierung lockerte ihre frühere Ablehnung.
Im November 2011 wuchs der Druck auf die deutsche Bundesregierung, EU-Anleihen zu begeben. Inzwischen haben Griechenland (Ministerpräsident Papademos) und Italien (Ministerpräsident Mario Monti) eine neue Regierung und Spanien einen neuen Ministerpräsidenten (Mariano Rajoy); die Aufschwungkräfte in vielen westlichen Ländern lassen anscheinend nach, und nach dem fünfzigprozentigen Schuldenerlass europäischer Banken für Griechenland ist die Schwäche vieler europäischer Banken offensichtlicher geworden.

### 2011: Barroso befürwortet EU-Anleihen
Nach der Parlamentswahl in Spanien (20. November 2011) forderte José Manuel Barroso erneut EU-Anleihen. Er stellte drei mögliche Varianten vor.
In den Wochen zuvor war es, jeweils nach zähem politischem Ringen, in Griechenland und in Italien zu Regierungswechseln gekommen: in Griechenland bildete Papademos eine Übergangsregierung; in Italien wurde Mario Monti nach dem Rücktritt des langjährigen Premierministers Silvio Berlusconi neuer Ministerpräsident.
Gleichwohl sanken die Zinsen für deren Staatsanleihen nicht signifikant, sondern verharrten für 10-jährige Staatsanleihen bei etwa 7 Prozent Nominalverzinsung.
Vor dem Hintergrund dieser Entwicklungen und Barrosos neuem Vorstoß – die EU-Kommission veröffentlichte am 23. November ein „Diskussionspapier“ (Grünbuch) – gelang es der Bundesschuldenverwaltung nicht, die an diesem Tag angebotenen neuen Staatsanleihen am Markt zu platzieren: Papiere in Höhe von 6 Milliarden Euro wurden angeboten; 2,1 Milliarden davon (= 35 %) blieben unverkauft.
In der schwarz-gelben Koalition mehren sich mittlerweile Stimmen für die Eurobonds. Zum ersten Mal äußert sich zudem auch die EZB positiv.

### Spanien: Autonome Regionen wollen nicht untereinander haften
Im Frühjahr 2012 spitzte sich in Spanien die Eurokrise zu. Unter anderem wurde die Bankia in großer Eile verstaatlicht. Manche der 17 unabhängigen spanischen Regionen, die einen ähnlichen Status haben wie Deutschlands Bundesländer, müssen derzeit sogar höhere Zinsen für Anleihen bezahlen als Griechenland.

„Insgesamt summiert sich die Last der Regionen auf 140 Milliarden Euro. Dort lauert nach den Banken das nächste spanische Problem. Um die in der Kreditklemme steckenden Regionen zu entlasten, überlegt die Regierung, nationale Bonds einzuführen, bei denen alle Regionen gemeinsam die Risiken schultern sollen. Das bringt die Regionen, die einigermaßen solide wirtschaften, ebenso auf wie einige Ökonomen. ‚Das ist so, als würde man spanischen Schinken mit der Hartwurst Chorizo vergleichen‘, sagt etwa María Gómez Agustín. ‚Die beiden haben überhaupt nichts miteinander zu tun – außer der Tatsache, dass beide vom Schwein stammen.‘“

### Deutschland lehnt EU-Anleihen ab
Am 26. Juni 2012 lehnte die deutsche Bundeskanzlerin Angela Merkel die Einführung von Eurobonds in einer Stellungnahme vor dem Bundestag energisch ab.
Sowohl im Koalitionsvertrag der 18. Wahlperiode des Bundestages als auch im Koalitionsvertrag der 19. Wahlperiode des Bundestages haben CDU/CSU/SPD vereinbart, Eurobonds nicht zu unterstützen.

### 2020: Wiederaufbaufonds zur Bewältigung der Corona-Krise
Im Zuge der COVID-19-Pandemie und der Wirtschaftskrise 2020/21 nahmen alle Mitgliedstaaten der EU neue Staatsschulden auf. Aufgrund dieses symmetrischen Schocks, der alle Staaten annähernd gleichermaßen traf, wurden sogenannte Coronabonds, eine Form einer EU-Anleihe, wieder verstärkt, aber kontrovers diskutiert. Während etwa Frankreich, Italien und Spanien diese befürworten, lehnten vor allem die Niederlande, Österreich, Dänemark und Schweden („die sparsamen Vier“) eine solche Lösung ab. In Deutschland waren weite Teile der Unionsfraktion dagegen, während SPD und Bündnis 90/Die Grünen sie befürworteten. Auch Bundeskanzlerin Angela Merkel hatte sich erst dagegen ausgesprochen.
Im Mai 2020 schlug sie jedoch zusammen mit dem französische Präsidenten Emmanuel Macron einen Hilfsfonds für EU-Staaten vor, bei dem die EU-Kommission mit Erlaubnis der Mitgliedstaaten 500 Milliarden Euro Schulden am Finanzmarkt aufgenommen hätte. EU-Kommissionspräsidentin Ursula von der Leyen schlug anschließend ein 750 Milliarden Euro umfassendes Konjunktur- und Investitionsprogramm vor, das neben den 500 Milliarden gemeinsamer Schuldenaufnahme die Vergabe von 250 Milliarden umfassenden Krediten an EU-Staaten vorsah.
Im Juli 2020 verständigten sich die Regierungschefs der EU-Staaten schließlich nach einem Treffen des Europäischen Rates auf einen 750 Milliarden Euro umfassenden EU-Aufbauplan zur Bewältigung der Wirtschaftskrise und einen 1074 Milliarden Euro umfassenden Mehrjährigen Finanzrahmen für die Jahre 2021–2027, der einer abschließenden Bestätigung durch das EU-Parlament bedarf. Der 750 Milliarden umfassende EU-Aufbauplan setzt sich aus einer gemeinsamen Schuldenaufnahme durch die EU-Kommission (im Sinne der Coronabonds) in Höhe von 390 Milliarden und einer Kreditvergabe an EU-Staaten in Höhe von 360 Milliarden Euro zusammen, wobei jedes Land maximal mit seinem Anteil haftet.

## Wirtschaftswissenschaftliche Debatte
Unter Wirtschaftswissenschaftlern ist die Bewertung von Eurobonds umstritten. Während die eindeutige Mehrheit deutscher Ökonomen vor ihrer Einführung warnt, sprach sich in einer europaweiten Umfrage unter sechzig Ökonomen die Mehrheit dafür aus. Die zusätzlichen Kosten, die auf wirtschaftsstarke Staaten wie Deutschland zukämen, werden unterschiedlich bewertet. Kritiker befürchten einen unausweichlichen Zinsanstieg für Deutschland. Während sie vom ifo Institut für Wirtschaftsforschung auf bis zu 47 Milliarden Euro jährlich beziffert werden, mutmaßen Journalisten wie Robert von Heusinger, dass aufgrund der höheren Liquidität Deutschland ökonomisch von Eurobonds sogar profitieren könnte. Die meisten Schätzungen liegen zwischen diesen beiden Extremen. Das Bundesfinanzministerium rechnet mit zusätzlichen Kosten von bis zu 2,5 Milliarden Euro im ersten Jahr einer Einführung, im folgenden Jahr in doppelter Höhe. Nach zehn Jahren würde die Mehrbelastung zwischen 20 und 25 Milliarden Euro liegen. Die Experten des Finanzministeriums glauben, dass die Zinsen für Euro-Bonds verglichen mit Bundesanleihen um rund 0,8 Prozentpunkte steigen würden.
Befürworter argumentieren, Euro-Anleihen bekämen im Vergleich zu herkömmlichen Staatsanleihen und wegen der gesamtschuldnerische Haftung einen höheren Status, was sich vorteilhaft für alle auswirken würde. Der Anleihemarkt könnte unter Teilnahme aller Mitgliedstaaten der Eurozone, wenn sich die Staaten an die Verschuldungsgrenze von 60 % hielten (was bisher nicht funktioniert hat), ein Volumen von 5600 Milliarden Euro haben (der Markt für US-amerikanische Staatsanleihen umfasst 8300 Milliarden US-Dollar). Das gemeinschaftliche Ausfallrisiko bei maximal 60 % Verschuldungsgrad pro Land wäre dann geringer als das jetzige konsolidierte Ausfallrisiko aller Nationalstaaten zusammen, bei denen derzeit teilweise erhebliche Überschuldungen auftreten. Aus dem geringeren Ausfallrisiko würden sich niedrigere Zinsen ergeben. Zugleich wird aber auch die Notwendigkeit betont, die Staatsschuld nicht über eine gewisse Grenze hinaus zu überdehnen: Jegliche Verschuldung über eine definierte Staatsschuldenquote hinaus würde statt der erwarteten Vorteile eher einen schlechteren Status, ein höheres Ausfallrisiko und eine geringere Liquidität bedeuten, was zu höheren Zinsen führen würde. Der Zugang zu Eurobonds müsse deshalb mit bestimmten Bedingungen verbunden werden.
Der Sachverständigenrat zur Begutachtung der gesamtwirtschaftlichen Entwicklung befürwortet in seinem Jahresgutachten 2011/2012 unter der Bedingung strikter fiskalischer Disziplin wie nationale Schuldenbremsen in den Verfassungen, gemeinsam festgelegte mittelfristige Konsolidierungs- und Wachstumsstrategie, nationale Steuer zur Tilgung der Schulden und Verpfändung eines Teiles der nationalen Währungsreserven (Devisen- oder Goldreserven) zur Absicherung der Verbindlichkeiten (veröffentlicht am 9. November 2011) einen „Europäischen Schuldentilgungsfonds“.
Ablehnende Fachleute argumentieren, dass gerade durch die Vergemeinschaftung von Schulden und Zinskosten mittels EU-Anleihen die nationale Verantwortung für eine solide Haushaltsführung und Verschuldungspolitik weiter geschwächt würde. Sie verweisen darauf, dass schon nach der Einführung des Euro manche Euro-Staaten nicht einer exzessiven Fiskal- und Schuldenpolitik widerstehen konnten, obwohl es vertragliche Vereinbarungen zur 3 % Defizit- und 60 % Verschuldungsgrenze gab. In der Folge würde mit der Einführung von EU-Anleihen den Defizit- und Schulden„sündern“ ein unsolides Haushalts- und Verschuldungsgebahren vereinfacht, indem ihnen die Zinskosten für exzessive Ausgaben subventioniert würden und ihnen die Bürde der Rückzahlung übermäßiger Schulden durch Haftung der solideren Länder abgenommen würde. Sie betonen auch, dass die Kostenschätzungen von nur einigen Milliarden Euro an jährlichen Zusatzkosten für solide Staaten stark untertrieben seien, da diese im expliziten Haftungsfall mehrere 1000 Milliarden Euro zahlen müssten. Im jetzigen nur impliziten Haftungsfall der Staatsschuldenkrise im Euroraum, bei dem die Haftung nach dem Vertrag von Maastricht verboten ist, mussten die solideren Staaten schon mehrere 100 Milliarden Euro an Darlehen und Bürgschaften zur Rettung der unsolideren Staaten bereitstellen, um Staatsbankrotte in der Eurozone abzuwenden.
Im Jahr 2020 wurden Eurobonds als mögliche Antwort auf die Corona-Krise diskutiert. Eine Expertenbefragung des Zentrums für Europäische Wirtschaftsforschung (ZEW) unter führenden Finanzmarktexperten ergab dabei eine überwiegende Ablehnung des Instruments, welches nur von 15 % der Experten befürwortet wurde. Als einer der Hauptbeführworter gilt dagegen die Regierungskoalition Italiens, die sich die Mittel aus den Bonds als „verlorenen Zuschuss“ der EU oder als zinsloses Darlehen mit ewiger Laufzeit wünscht.

## Rechtswissenschaftliche Debatte
Aus juristischer Perspektive ist sowohl die europarechtliche als auch die verfassungsrechtliche Zulässigkeit umstritten. Jedenfalls Eurobonds mit gesamtschuldnerischer Haftung verstoßen gegen Art. 125 AEUV (sog. Bail Out-Klausel).
Auf der Ebene des Grundgesetzes ist zu beachten, dass laut Bundesverfassungsgericht jede einzelne mögliche Ausgabe vom Bundestag bewilligt werden muss. Im Kontext der bisherigen Rettungsmaßnahmen wurde zudem gefordert, dass weiterhin hinreichender parlamentarischer Einfluss auf die Art und Weise des Umgangs mit den zur Verfügung gestellten Mitteln besteht.
Auch wird im Kontext von Eurobonds erneut über die absolute Haftungsobergrenze nachgedacht. Die Festlegung einer Obergrenze für die Summe der aus Eurobonds entstehenden Verpflichtungen erscheint aus juristischer Sicht aber schwierig, weil das Grundgesetz nur ausdrückliche Obergrenzen für die Neuverschuldung durch Kredite aufstellt (Art. 115 II GG). Bürgschaften werden davon nicht umfasst. Teilweise wird als Obergrenze die Refinanzierbarkeit der maximalen Inanspruchnahme genannt. Der Eintritt der Haftung aus Eurobonds ist jedenfalls beim gesamtschuldnerischen Eurobondmodell im Ernstfall nicht refinanzierbar. Weitergehend wird aber auch die Refinanzierbarkeit der wahrscheinlichen Inanspruchnahme als absolute Obergrenze vertreten. Für die Zulässigkeit von Eurobonds nach dem Grundgesetz würde es dann maßgeblich auf die Einschätzung des Haftungsrisikos der einzelnen Anleihenausgabe ankommen.